# Roncobisium allodentatum
Roncobisium allodentatum är en spindeldjursart som först beskrevs av Max Vachon 1967.  Roncobisium allodentatum ingår i släktet Roncobisium och familjen helplåtklokrypare. Inga underarter finns listade i Catalogue of Life.